# ورزشگاه فیسکال د تالکا
ورزشگاه فیسکال د تالکا یک ورزشگاه عمومی چند منظوره در تالکا، شیلی است. در حال حاضر بیشتر برای مسابقات فوتبال استفاده می‌شود و ورزشگاه خانگی رنجرز است.
این ورزشگاه در سال ۱۹۳۰ با نام "Estadio Municipal de Talca" ساخته شد. پس از هفت سال، در سال ۱۹۳۷، به دست دولت رسید و با ظرفیت اولیه ۱۷۰۰۰، "Estadio Fiscal" نام گرفت. در سال ۲۰۱۱ به‌طور کامل بازسازی شد و در حال حاضر ۸۲۰۰ نفر (همه نشسته) را در خود جای داده است.
در ژوئیه ۲۰۱۷، دولت شیلی اعلام کرد که این ورزشگاه با ساخت بخش شمالی و جنوبی، ظرفیت خود را به ۱۶۰۰۰ نفر افزایش خواهد داد. هزینه توسعه پزوی شیلی ۶٬۸۱۱٬۷۱۶٬۰۰۰ (۱۱٬۳۵۲٬۸۶۰ دلار آمریکا) است و قرار است در سپتامبر ۲۰۱۸ تکمیل شود.